# کدفورسز
کدفورسز (Codeforces) یک وبگاه روسی با هدف آموزش برنامه‌نویسی مسابقه‌ای است. گروه سازندهٔ این وبگاه از دانشگاه ایتمو هستند که توسّط مایک میرزایانوف رهبری می‌شوند. آخرین رکورد تعداد شرکت کنندگان در یک مسابقه کدفورسز به بیش از ۲۰۰۰۰ نفر می‌رسد

## معرفی
کدفورسز به عنوان یک وبگاه آموزش برنامه‌نویسی خدمات زیر را به برنامه نویسانی از سراسر جهان ارائه می‌دهد:
- مسابقه‌های معمول کدفورسز، به مدّت ۲ ساعت که زمان مشخّصی ندارند امّا معمولاً یکبار در هفته برگزار می‌شوند.
- مسابقه‌های با هدف صرفاً آموزشی (در این مسابقات ایدهٔ بعضی سوالات تکراری است و صرفاً جنبهٔ آموزشی دارد) مدّت این مسابقات ۲ الی ۲:۳۰ ساعت است و در ماه ۲ الی ۳ بار برگزار می‌شوند.
- بررسی و به چالش کشیدن راه حلّ دیگر شرکت کنندگان مسابقه.
- امکان تمرین با حلّ سوالات مسابقه‌های قبلی.
- سیستم چندضلعی برای طرّاحی و اجرای سوالات برای عموم برنامه نویسان.
- نوعی شبکهٔ اجتماعی داخلی برای برنامه نویسان سراسر دنیا.

شرکت کنندگان مسابقه‌های کدفورسز با سیستمی به نام ELO رتبه‌بندی می‌شوند. رقابت‌های عادّی کدفورسز به صورت معمول جایزهٔ خاصّی ندارند به جز مسابقات خاصّی که هر سال ۲ الی ۳ بار برگزار می‌شوند و در آن‌ها نفرات برتر تی شرت می‌گیرند. تعدادی از مسابقات استخدام-محور شرکت‌های بزرگی مانند Yandex و Bayan در کدفورسز برگزار شده و می‌شوند.
مسابقه دهندگان در رتبه های مختلف دسته بندی شده اند. از می ۲۰۱۸ کاربران با امتیاز بین ۱۹۰۰ و ۲۰۹۹ می‌توانند در مسابقات هردوبخش Div. 1 و Div. 2 شرکت کنند. در همین زمان تقسیم بندی Div. 3 برای کاربران با امتیاز پایین تر از ۱۶۰۰ ساخته شد. جدول زیر آخرین وضعیت رتبه های کدفورسز را تا ۵ دی ۱۳۹۷ نشان می‌دهد.
| بازه امتیازات | رنگ         | لقب                       | تقسیم بندی      |
| ------------- | ----------- | ------------------------- | --------------- |
| ≥ ۳۰۰۰        | سیاه و قرمز | Legendary Grandmaster     | Div. 1          |
| ۲۶۰۰ - ۲۹۹۹   | قرمز        | International Grandmaster | Div. 1          |
| ۲۴۰۰ - ۲۵۹۹   | قرمز        | Grandmaster               | Div. 1          |
| ۲۳۰۰ - ۲۳۹۹   | نارنجی      | International Master      | Div. 1          |
| ۲۱۰۰ - ۲۲۹۹   | نارنجی      | Master                    | Div. 1          |
| ۱۹۰۰ - ۲۰۹۹   | بنفش        | Candidate Master          | Div. 1 / Div. 2 |
| ۱۶۰۰ - ۱۸۹۹   | آبی         | Expert                    | Div. 2          |
| ۱۴۰۰ - ۱۵۹۹   | فیروزه‌ای    | Specialist                | Div. 2 / Div. 3 |
| ۱۲۰۰ - ۱۳۹۹   | سبز         | Pupil                     | Div. 2 / Div. 3 |
| ≤ ۱۱۹۹        | خاکستری     | Newbie                    | Div. 2 / Div. 3 |

## تاریخچه
اوّلین مسابقهٔ کدفورسز در ۱۹ فوریهٔ سال ۲۰۱۰ و تنها با ۱۷۵ شرکت کننده برگزار شد. تا پایان ژانویهٔ سال ۲۰۱۶ بیش از ۳۰۰ دور مسابقه با میانگین ۵۰۰۰ شرکت کننده در هر مسابقه در کدفورسز برگزار شد. تا سال ۲۰۱۲ مسابقه‌های کدفورسز جنبهٔ آزمایشی داشتند. در پایان سال ۲۰۱۵ میلادی بیش از ۳۰۰۰۰۰ نفر برنامه‌نویس از سراسر دنیا عضو کدفورسز بوده‌اند.

## حامی
در بازه‌های زمانی کوتاه‌مدت شرکت‌هایی مانند بیان بایگانی‌شده  در ۴ ژانویه ۲۰۱۵ توسط Wayback Machine، یاندکس و داشا در ازای برگزاری مسابقه به نام آن‌ها به کدفورسز پول پرداخت می‌کنند. اما اصلی‌ترین حامی مالی کدفورسز در بلندمدت تلگرام است.

## مسابقات به میزبانی کدفورسز
تعدادی از مسابقات بزرگ برگزار شده در کدفورسز:
| No. | Contest                  | Year | Ref.                                   | External Link                                                                             |
| --- | ------------------------ | ---- | -------------------------------------- | ----------------------------------------------------------------------------------------- |
| ۱.  | Yandex.Algorithm Contest | ۲۰۱۳ | http://codeforces.com/ya2013           | https://contest.yandex.ru/                                                                |
| ۱.  | Yandex.Algorithm Contest | ۲۰۱۱ | http://codeforces.com/yandex2011       | https://contest.yandex.ru/                                                                |
| ۲.  | Russian Code Cup         | ۲۰۱۶ | http://codeforces.com/rcc2016          | http://www.russiancodecup.ru/                                                             |
| ۲.  | Russian Code Cup         | ۲۰۱۵ | http://codeforces.com/rcc2015          | http://www.russiancodecup.ru/                                                             |
| ۲.  | Russian Code Cup         | ۲۰۱۴ | http://codeforces.com/rcc2014          | http://www.russiancodecup.ru/                                                             |
| ۳.  | ABBYY Cup                | ۲۰۱۳ | http://codeforces.com/abbyycup30       | http://www.abbyy.ru/science/students/cup/ بایگانی‌شده در ۳۰ مارس ۲۰۱۶ توسط Wayback Machine |
| ۳.  | ABBYY Cup                | ۲۰۱۲ | http://codeforces.com/abbyycup20       | http://www.abbyy.ru/science/students/cup/ بایگانی‌شده در ۳۰ مارس ۲۰۱۶ توسط Wayback Machine |
| ۴.  | CROC Contest             | ۲۰۱۶ | http://codeforces.com/croc2016         | https://web.archive.org/web/20160402102402/http://www.crocok.ru/championship/             |
| ۴.  | CROC Contest             | ۲۰۱۳ | http://codeforces.com/croc2013         | https://web.archive.org/web/20160402102402/http://www.crocok.ru/championship/             |
| ۴.  | CROC Contest             | ۲۰۱۲ | http://codeforces.com/croc2012         | https://web.archive.org/web/20160402102402/http://www.crocok.ru/championship/             |
| ۵.  | VK Cup                   | ۲۰۱۶ | http://codeforces.com/vkcup2016        | http://vkcup.ru/                                                                          |
| ۵.  | VK Cup                   | ۲۰۱۵ | http://codeforces.com/vkcup2015        | http://vkcup.ru/                                                                          |
| ۵.  | VK Cup                   | ۲۰۱۲ | http://codeforces.com/vkcup2012        | http://vkcup.ru/                                                                          |
| ۶.  | MemSQL start[c]up        | ۲۰۱۴ | http://codeforces.com/memsql2014       |                                                                                           |
| ۷.  | Coder-Strike             | ۲۰۱۴ | http://codeforces.com/coderstrike2014  |                                                                                           |
| ۸.  | ZeptoLab Code Rush       | ۲۰۱۵ | http://codeforces.com/zeptolab2015     |                                                                                           |
| ۸.  | ZeptoLab Code Rush       | ۲۰۱۴ | http://codeforces.com/zeptolab2014     |                                                                                           |
| ۹.  | 8VC Venture Cup          | ۲۰۱۶ | http://codeforces.com/8vc              |                                                                                           |
| ۱۰. | Wunder Fund Contest      | ۲۰۱۶ | http://codeforces.com/wunderfund2016   |                                                                                           |
| ۱۱. | AIM Fund Round           | ۲۰۱۵ | http://codeforces.com/aimfund2015      |                                                                                           |
| ۱۲. | Looksery Cup             | ۲۰۱۵ | http://codeforces.com/blog/entry/16744 |                                                                                           |
| ۱۳. | Rockethon Contest        | ۲۰۱۵ | http://codeforces.com/rockethon2015    |                                                                                           |
| ۱۳. | Rockethon Contest        | ۲۰۱۴ | http://codeforces.com/rockethon2014    |                                                                                           |
| ۱۴. | مسابقه برنامه‌نویسی بیان  | ۲۰۱۵ | http://codeforces.com/bayan2015        | http://contest.bayan.ir/ بایگانی‌شده در ۴ ژانویه ۲۰۱۵ توسط Wayback Machine                 |
| ۱۴. | مسابقه برنامه‌نویسی بیان  | ۲۰۱۳ | http://codeforces.com/bayan201213      | http://contest.bayan.ir/ بایگانی‌شده در ۴ ژانویه ۲۰۱۵ توسط Wayback Machine                 |
| ۱۵. | Manthan Contest          | ۲۰۱۶ | http://codeforces.com/blog/entry/43375 |                                                                                           |
| ۱۵. | Manthan Contest          | ۲۰۱۱ | http://codeforces.com/blog/entry/1475  |                                                                                           |
| ۱۶. | Techno Cup               | ۲۰۱۷ | http://codeforces.com/technocup2017    | https://web.archive.org/web/20160819114401/https://it.mail.ru/technocup/                  |
| ۱۶. | Techno Cup               | ۲۰۱۶ | http://codeforces.com/technocup2016    | https://web.archive.org/web/20160819114401/https://it.mail.ru/technocup/                  |
| ۱۷. | VeeRoute Marathon        | ۲۰۱۶ | http://codeforces.com/blog/entry/43350 |                                                                                           |
| ۱۸. | Canada Cup               | ۲۰۱۶ | http://codeforces.com/canadacup2016    |                                                                                           |